# Marathon de Londres 2018
Navigation
2017 2019
Le Marathon de Londres de 2018 est la 38e édition du Marathon de Londres au Royaume-Uni qui a lieu le dimanche 22 avril 2018.
La course masculine est remportée par le Kényan Eliud Kipchoge, déjà vainqueur en 2015 et 2016, dans le temps de 2 h 4 min 17 s. L'épreuve féminine est remportée par sa compatriote Vivian Cheruiyot en 2 h 18 min 31 s.

## Faits marquants
- La reine Élisabeth II donne le départ de la course des hommes à 10 heures locales depuis le château de Windsor[3].

- Le champion du monde de marathon 2015, l'Érythréen Ghirmay Ghebreslassie ainsi que l'Éthiopienne Tirunesh Dibaba abandonnent durant la course.

- Le Kénynan Eliud Kipchoge remporte son troisième Marathon de Londres et égale son compatriote Martin Lel et le Mexicain Dionicio Cerón au nombre de victoires.

- En prenant la 3e place, en 2 h 06 min 21 s, Mo Farah bat le record du Royaume-Uni du marathon qui était détenu par Steve Jones, avec 2 h 07 min et 13 s, réalisé lors du Marathon de Chicago en 1985[4].

- Le vainqueur de l'édition précédente, le Kényan Daniel Wanjiru n'obtient qu'une 8e et décevante place.

- L'Américaine Kathrine Switzer, pionnière du marathon féminin, participe à cette édition et termine en 4 h 44 min 49 s.

- Le chef cuisinier Matt Campbell, âge de 29 ans et participant de MasterChef au Royaume-Uni, meurt à l'hôpital après avoir fait un malaise au 36e kilomètre de la course. Il avait couru le Marathon de Manchester en moins de trois heures le 8 avril 2018[5].

## Résultats

### Hommes
| Rang | Athlète              | Nationalité | Temps                |
| ---- | -------------------- | ----------- | -------------------- |
| 1    | Eliud Kipchoge       | Kenya       | 2 h 04 min 17 s      |
| 2    | Shura Kitata Tola    | Éthiopie    | 2 h 04 min 49 s      |
| 3    | Mohamed Farah        | Royaume-Uni | 2 h 06 min 21 s (RN) |
| 4    | Abel Kirui           | Kenya       | 2 h 07 min 07 s      |
| 5    | Bedan Karoki         | Kenya       | 2 h 08 min 34 s      |
| 6    | Kenenisa Bekele      | Éthiopie    | 2 h 08 min 53 s      |
| 7    | Lawrence Cherono     | Kenya       | 2 h 09 min 25 s      |
| 8    | Daniel Wanjiru       | Kenya       | 2 h 10 min 35 s      |
| 9    | Amanuel Mesel        | Érythrée    | 2 h 11 min 52 s      |
| 10   | Yohanes Gebregergish | Érythrée    | 2 h 12 min 09 s      |

### Femmes
| Rang | Athlète          | Nationalité | Temps           |
| ---- | ---------------- | ----------- | --------------- |
| 1    | Vivian Cheruiyot | Kenya       | 2 h 18 min 31 s |
| 2    | Brigid Kosgei    | Kenya       | 2 h 20 min 13 s |
| 3    | Tadelech Bekele  | Éthiopie    | 2 h 21 min 40 s |
| 4    | Gladys Cherono   | Kenya       | 2 h 24 min 10 s |
| 5    | Mary Keitany     | Kenya       | 2 h 24 min 27 s |
| 6    | Rose Chelimo     | Bahreïn     | 2 h 26 min 03 s |
| 7    | Mare Dibaba      | Éthiopie    | 2 h 27 min 45 s |
| 8    | Lily Partridge   | Royaume-Uni | 2 h 29 min 24 s |
| 9    | Tracy Barlow     | Royaume-Uni | 2 h 32 min 09 s |
| 10   | Stephanie Bruce  | États-Unis  | 2 h 32 min 28 s |